# Воловик, Аркадий Борисович
Арка́дий (Ааро́н) Бори́сович Волови́к (18 ноября (1 декабря) 1892, Киев — 7 января 1980, Ленинград) — советский педиатр, один из основоположников детской кардиоревматологии и советской (ленинградской) педиатрической школы.
Доктор медицинских наук, профессор, заведующий кафедрой пропедевтики детских болезней Ленинградского педиатрического медицинского института (1939—1970). Секретарь Общества детских врачей, Заслуженный деятель науки РСФСР.
Участник Гражданской войны, житель блокадного Ленинграда.

## Биография
Родился 1 декабря (по старому стилю) 1892 года в Киеве в семье царицынского первой гильдии купеческого сына, банковского служащего Бориса Абрамовича Воловика и его жены Липы Шулимовны (Елизаветы Соломоновны) Воловик (урождённой Баришпольской). Вероятно, вследствие еврейских погромов на Украине в октябре 1905 года, семья на некоторое время перебралась в Астрахань. Там с золотой медалью Аркадий Воловик окончил 1-ю Мужскую гимназию и в 1911 году поступил и в Императорский Казанский университет. Он выбрал медицинский факультет, который с отличием окончил в звании зауряд-врача в 1915 году (ускоренный выпуск военных врачей).
В том же году А. В. Воловик был призван на действительную военную службу, которую проходил на Дальнем Востоке в Никольск-Уссурийском гарнизонном госпитале. После установления на Дальнем Востоке в декабре 1917 года. Советской власти и захвата 8 июля 1918 а Никольск-Уссурийска белочехами он вынужден был оставить военную службу и поступил врачом в местную городскую больницу. В 1923 году А. В. Воловик перешёл на работу врачом центрального карантинного детского пункта, а в 1924 г. возглавил Никольск-Уссурийский дом матери и ребёнка № 1.
В 1925 году А. Б. Воловик переехал в Ленинград, где 1 декабря был зачислен ассистентом детской клиники 1-го медицинского института, а в ноябре 1929 года избран приват-доцентом кафедры детских болезней.
Так получилось, что в этой должности Аркадий Борисович проработал чуть больше года. 1 февраля 1931 года приказом Народного комиссариата здравоохранения РСФСР № 168, как избранный по конкурсу, А. Б. Воловик был утверждён профессором и заведующим кафедрой детских болезней Томского Государственного института усовершенствования врачей. Он принял кафедру от профессора Е. И. Неболюбова, который одновременно возглавлял кафедру детских болезней Томского медицинского института. Сотрудничество со знаменитым сибирским педиатром оказалось знаковым для А. Б. Воловика. Именно Е. И. Нелюбов привлек его внимание к детскому ревматизму. Это направление заняло ключевое место во всей дальнейшей научной судьбе Аркадия Борисовича.
Тем временем, ещё в 1931 году в Ленинграде, в 1-м медицинском институте, был открыт педиатрический факультет. Это стало основанием для организации новых кафедр педиатрии. Последним,  в 1936 было принято решение о создании кафедры пропедевтики детских болезней педиатрического факультета. Сразу вспомнили об А. Б. Воловике, которого срочно, приказом Наркомздрава РСФСР, перевели в Ленинград. Для Аркадия Борисовича это было тем более уместно, поскольку в это время было принято решение о переводе института усовершенствования врачей из Томска в Новосибирск, где пока отсутствовала детская клиническая база.
В Ленинграде по совокупности научных работ по серопрофилактике скарлатины, постановлением Высшей квалификационной комиссии Наркомздрава от 27.04.1936 г., ему была присуждена учёная степень доктора медицинских наук. Вслед за этим в начале 1938 г. А. Б. Воловик был зачислен исполняющим обязанности профессора и заведующим кафедрой пропедевтики детских болезней в 1-го ЛМИ, с тем чтобы уже в ноябре того же года окончательно быть утвержденным сначала в должности, а в апреле следующего года и в звании профессора.
Клиническая база кафедры пропедевтики детских болезней 1-го медицинского института находилась на территории Ленинградского педиатрического медицинского института (ЛПМИ), поэтому, когда 1 сентября 1939 г. педиатрический факультет в 1-го ЛМИ был закрыт и кафедра А. Б. Воловика в полном составе влилась в состав ЛПМИ, для её сотрудников мало что изменилось. При этом собственная кафедра пропедевтики детских болезней ЛПМИ, возглавляемая профессором А. Ф. Туром, была преобразована в кафедру госпитальной педиатрии, а её место в учебных планах заняла кафедра А. Б. Воловика.
Но не только кафедра пропедевтики детских болезней находилась в сфере интересов профессора А. Б. Воловика. Ещё в 1936 г. он возглавил клинику по изучению детского сердца и ревматизма в Ленинградском областном научно-практическом институте (НПИ) по охране здоровья детей и подростков, позже получившим известность как НИИ детских инфекций. Именно здесь в должности заведующего лечебно-профилактическим сектором Аркадий Борисович продолжил начатые в Томске исследования в области детской ревматологии, вскоре перенеся изучение этой проблемы и на свою кафедру в ЛПМИ. Стараниями Аркадия Борисовича клиника НПИ по охране детей и подростков постепенно стала ведущим в СССР методическим центром по изучению ревматизма у детей. На его базе была организована детская кардиоревматологическая служба города, ставшая школой мастерства для многих поколений детских кардиоревматологов.

### В годы блокады Ленинграда
8 сентября 1941 г., через 2,5 месяца после начала Великой Отечественной войны замкнулось кольцо блокады вокруг Ленинграда. Педиатрический медицинский институт оказался единственным высшим учебным заведением осаждённого города, который за исключением нескольких месяцев зимой 1941—1942 гг. продолжал учить студентов. Что касается клиник института, то они не прерывали своей работы ни на один день. В условиях жесточайшего голода и холода, под постоянными обстрелами и бомбежками А. Б. Воловик продолжал исполнять свой долг врача и педагога. Кроме кафедры и клиники пропедевтики детских болезней ЛПМИ, Аркадий Борисович все годы войны был главным врачом Ленинградского НИИ педиатрии (так с 1940 г. стал называться НПИ по охране детей и подростков), работавшего в это время как детская больница. Рабочий день А. Б. Воловика складывался из ежедневных обходов в руководимой им больнице на улице Профессора Попова и в клинике ЛПМИ, который находился на противоположном берегу Большой Невки. В самую тяжёлую первую блокадную зиму этот маршрут протяжённостью почти в 2 км., из которых чуть менее половины проходил по льду реки, истощённому Аркадию Борисовичу чаще всего приходилось преодолевать пешком.
Но это было не все. В небольшой комнате на 3-м этаже главного здания института, сидя у топящейся печки, Аркадий Борисович несколько раз в неделю читал лекции по пропедевтике 20 студентам. Годы спустя он вспоминал: 

«Студентов было немного… Сидел я у печки, а вокруг — студенты. Могу сказать, что ни до, ни после этого учебного года не имел я такого контакта с аудиторией».— 
Верным помощником А. В. Воловика все годы блокады оставался доцент Сергей Алексеевич Гаврилов. Вдвоем они продолжали нести и огромную научную нагрузку. Труды учёных ЛПМИ и НИИ педиатрии в годы войны, а вместе с ними и профессора А. Б. Воловика с доцентом С. А. Гавриловым трудно переоценить даже спустя десятилетия. Результаты научных работ того периода регулярно докладывались на заседаниях Общества детских врачей, председателем которого был А. Ф. Тур, а заместителем — А. Б. Воловик.

### Последние десятилетия жизни
В 1944 году, вскоре после снятия блокады, на кафедре пропедевтики появился третий сотрудник — ассистент Е. З. Черняк. С окончанием войны вернулись Д. М. Шилевская, дошедшая с войсками 2-го Белорусского фронта почти до Берлина, и О. Н. Фёдорова. В начале 50-х годов штат преподавателей почти полностью обновился, но основное научное направление, сложившееся в довоенные годы, сохранилось. Прежде всего это детская ревматология в своём клиническом и иммунопатологическом проявлениях, детская кардиология. Ряд блистательных докторских диссертаций учеников Аркадия Борисовича тому подтверждение: Д. Е. Штейнберг — «Ревматическое поражение венечных сосудов у детей» (1950), С. А. Гаврилов — «Об изменении реактивности у детей ревматиков» (1954 г.), Д. М. Шилевская — «Электрокардиографические изменения у детей, больных ревматизмом» (1959 г.), Ж. Ж. Раппопорт — «Клиническая характеристика и иммунологический анализ различных проявлений ревматизма у детей» (1969 г.) Н. М. Куренская — «Ревматический эндокардит у детей (начало, течение, исходы) в клинико-фонокардиографическом освещении» (1972), В. В. Юрьев — «Диагноз и прогноз ревматизма у детей (клинико-иммунологическое исследование)». Вместе с тем стали складываться и новые направления научных интересов кафедры, среди которых можно назвать детскую аллергологию и иммунологию.
В 1963 г., при самом деятельном участии А. Б. Воловика в Ленинграде был организован Городской кардиоревматологический диспансер, позже послуживший основой для создания НИИ кардиологии РСФСР. Из двух стационарных клинико-диагностических отделений диспансера, одно — на 65 коек — предназначалось для детей. Консультантом это отделения и был профессор А. Б. Воловик, сделавший очень многое для становления его научного потенциала.
В 1970 г. в возрасте 78 лет Аркадий Борисович оставил кафедру, передав её в руки молодого, но уже успевшего зарекомендовать себя доцента И. М. Воронцова. Он прожил ещё 10 лет, живо интересуясь всеми проблемами родного коллектива, оказывая посильную помощь своему преемнику. А. Б. Воловик совершенно не мог сидеть без дела, поэтому с ноября 1970 г. и до конца своей жизни консультировал больных в детском отделении Городского кардиоревматологического диспансера, где одновременно исполнял обязанности ответственного за научную работу. Умер Аркадий Борисович Воловик 7 января 1980 года и был погребён на Серафимовском кладбище в Ленинграде.
Двенадцать лет спустя, в дни празднования столетия со дня рождения А. Б. Воловика, профессор Игорь Михайлович Воронцов писал об учителе:

«Жизнь, исполненная высокого смысла и назначения, не может измеряться сроками физического или телесного существования. Срок такой жизни — это срок памяти о делах, мыслях, чувствах и убеждениях человека — их носителя. Эта мысль может сохраняться в памяти учеников и потомков, а может передаваться и через печатное слово, переживающее эпоху за эпохой».

## Семья
- Жена: Воловик Евдокия Степановна (1896 - 1978) — домохозяйка;
- Дочь: Воловик Татьяна Аркадьевна (1919 - 1999) — врач.

## Вклад в педиатрическую науку и практику
- А. Б. Воловик принадлежит к числу тех немногочисленных детских врачей, которые стояли у истоков советской педиатрической школы, и наряду с такими профессорами, как Ю. А. Менделева, М. С. Маслов, А. Ф Тур, Э. И. Фридман, М. Г. Данилевич, А. М. Абезгауз, он стал одним из организаторов первичного педиатрического образования в СССР.
- Как один из основателей кафедры пропедевтики детских болезней и бессменный её руководитель на протяжении более 30 лет, А. Б. Воловик стал первым и главным разработчиком методологии преподавания основ диагностики детских болезней, неразрывно связав её с изучением возрастной физиологии и морфо-функциональной эволюции детского организма.
- В научном плане большая заслуга принадлежит А. Б. Воловику в изучении физиологии и патологии детей. В частности, занимаясь в лаборатории Н. И. Красногорского исследованием физиологии пищеварения и высшей нервной деятельности, он первым обнаружил естественные (пищевые) стимуляторы желудочной секреции у новорождённых детей.
- Большое внимание, особенно в предвоенные годы и во время блокады Ленинграда, Аркадий Борисович уделял изучению детских инфекций, главным образом тех, которые на протяжении столетий являлись одной из ведущих причин высокой смертности детей в первые годы жизни. Прежде всего это скарлатина, корь, дифтерия. В 1932 г. он стал автором рекомендаций по дозированию противодифтерийной сыворотки, которые позволили существенно снизить заболеваемость этой в большинстве случаев фатальной инфекцией. Различным аспектам детских инфекций посвящены более 30 научных публикаций А. Б. Воловика.
- На долгие годы главным творческим вектором Аркадия Борисовича стала детская кардиоревматология:

В 30 — 40-е годы основное внимание уделялось изучению клиники заболеваний сердечно-сосудистой системы, гемодинамики и обмена веществ при заболеваниях сердца. Вместе с сотрудниками А. Б. Воловик уточнял клинические проявления и методы диагностики клапанных пороков сердца у детей различного возраста, особенности клинического течения ревматизма. В эти годы были даны описания: изолированного митрального стеноза у детей и доказательство его ревматической природы; специфического нежного дующего тембра систолического шума при ревматических эндокардитах; «трёхчленный ритм галопа» при начальных проявлениях сердечной недостаточности. Чуть позже, уже в 50-е годы, коллективом Аркадия Борисовича были разработаны методы диагностики ревматических коронаритов (в 1959 г. опубликовано описание 3-х случаев инфаркта миокарда у детей при коранарите), аортитов, пульмонитов, анализировались проявления мерцательной аритмии, пароксизмальной тахикардии, атриовонтрикулярных блокад. Впервые А. Б. Воловиком была описана врождённая идиопатическая гипертрофия миокарда и доброкачественный перикардит. Коллектив кафедры одним из первых в стране освоил электрокардиографическую диагностику пороков сердца и ввёл в практику педиатрической кардиологии использование грудных отведений электрокардиограммы. Были разработаны нормы ЭКГ в грудных отведениях для детей различных возрастных групп, даны описания всех основных форм нарушения сердечного ритма у детей.
- - В 1957 г. возникло творческое содружество кафедры А. Б. Воловика с Отделом Иммунологии ИЭМ АМН СССР возглавляемым академиком АМН СССР, проф. Владимиром Ильичом Иоффе. С этого момента кафедра пропедевтики детских болезней впервые в педиатрии занялась исследованиями стрептококковой иммунологии ревматизма. Обобщение основных итогов работ этого направления было представлено в докторских диссертациях Жана Жозефовича Раппопорта[1][2], а также в 1980 году в докторской диссертации Владимира Владимировича Юрьева.
  - Результатом всестороннего изучения детского ревматизма стало то, что А. Б. Воловик стал основоположником школы детских кардиоревматологов и основателем самостоятельного кардиоревматологического направления в практической педиатрии. Результатом этой деятельности Аркадия Борисовича было возникновение детской кардиоревматологической службы и сети специализированных детских ревматологических учреждений.
- Трудно переоценить вклад Аркадия Борисовича, как научный, так и чисто практический, в борьбу за здоровье детей в годы блокады Ленинграда. Вопросам алиментарной дистрофии и гиповитаминозам посвящена целая серия его работ. Особенность их заключается в том, что они не могут быть повторены в мирное время, поэтому и сегодня продолжают служить источником неоценимой информации.
- А. Б. Воловиком было подготовлено 9 докторов наук и 47 кандидатов медицинских наук.

## Интересные факты
- Являясь последовательным сторонником пропедевтической направленности в исследовании пациента, А. Б. Воловик придавал огромное значение достоверности фактов, полученных при физикальном обследовании ребёнка. В кардиологии это всегда имело особое значение и часто зависело от природных качеств исследователя. С возрастом сам Аркадий Борисович перестал слышать те частоты, на которых звучали протодиастолические шумы сердца, что имело ключевое значение для диагностики недостаточности аортального клапана и как следствие этого — бактериального эндокардита. В этих условиях А. Б. Воловик доверился своему доценту В. И. Резник, которая обладала великолепным слухом и способностями яркого и образного описания того, что слышит. Постепенно у постели больного Виктория Ивановна стала «ушами» Аркадия Борисовича.
- Созданная А. Б. Воловиком стройная система лечения и профилактики очаговой стрептококковой инфекции у детей и, как следствие этого, предупреждения развития ревматических заболеваний привела к тому, что вскоре появилось устойчивое представление об «управляемости» заболеваемостью ревматизмом. В результате в головах чиновников, приближенных к медицине, родилась абсолютно нереалистичная идея возможной полной ликвидации ревматизма. К этому и стал призывать лозунг, висевший на стене одного из съездов детских кардиоревматологов: «По дороге к коммунизму нету места ревматизму».
- Интересны свидетельства профессора А. Д. Зисельсона о том, как работал с пациентами А. Б. Воловик:

«Два года общался с Учителем почти каждый день. Был он крупнейший в стране детский кардиоревматолог. До сих пор вспоминаю с благодарностью его обходы. Работал я в детском кардиологическом отделении, больные очень тяжелые, ревматизм в те годы был злой.
Был у Аркадия Борисовича золотой стетоскоп, подаренный ему в давние времена в связи с каким-то юбилеем. Это такая трубочка длиной сантиметров 20, узкий раструб её прижимается к телу больного, а широкий – к уху. Сегодня такой прибор можно увидеть только в музее. Представляете, как неудобно пожилому человеку им пользоваться у постели больного – голова опущена ниже туловища, поза напряжённая, кровь приливает к лицу и лысине. Страшновато было смотреть.
Мы-то, молодые пользовались современными гибкими стетоскопами с длиной резиновых трубок сантиметров 50. Аркадий Борисович научил меня слушать и понимать музыку больного и здорового сердца. Не для красоты применил слово «музыка» – в классификации шумов до сих пор используется предложенные Аркадием Борисовичем определения "музыкальный шум", "дующий шум". Ни один из современных приборов, применяемых в медицине, не может их "услышать". А сколько бесполезных исследований делается!...».
- Скромность, порядочность и природная интеллигентность А. Б. Воловика — вот те качества, которые отмечали все его ученики. Профессора В. В. Юрьева в годы, когда он только начинал свою научную карьеру, буквально потрясла следующая фраза, произнесённая Аркадием Борисовичем:

«Владимир Владимирович, ну какой я учёный, я просто доктор, поэтому всё, что связано с клиникой, я вам помогу, а научную часть обсуждайте с Владимиром Ильичом Иоффе и думайте сами».
 Сомнений в искренности слов, произнесённых учёным с мировым именем, у В. В. Юрьева не возникло.

## Избранные труды
Всего А. Б. Воловику принадлежат 300 научный публикаций, в том числе 21 монография, или публикация монографического плана.
- Воловик А. Б. Ревматизм в детском возрасте. — Л.: Медгиз, 1949. — 114 с.
- Воловик А. Б. Ревматизм в детском возрасте. - 2-е изд., испр. и доп.. — Л.: Медгиз, 1955. — 212 с.
- Ревматизм у детей / Сборник научных трудов под ред. проф. А.Б. Воловика./МЗ РСФСР. Гос. НИИ педиатрии [Вып. 1]. — Л.: Б.И., 1959.
- Воловик А. Б. Распознавание и лечение ревматизма у детей. — Л.: НПИ охр. здор. детей и подрост., 1939. — 144 с.
- Воловик А. Б. Ревматизм : (Метод. материалы).  ) / Гос. НИИ педиатрии. — Л.: Б.И., 1954. — 22 с.
- Воловик А. Б. Об особенностях поражения сердца при ревматизме у детей./В кн.: Современные проблемы ревматологии. — М., 1965. — 87-91 с.
- Воловик А. Б. Болезни сердца у детей. — Л.: Медгиз, 1948. — 239 с.
- Воловик А. Б. Болезни сердца у детей. - 2-е изд., испр. и доп.. — Л.: Медгиз, 1952. — 256 с.
- Воловик А. Б. Органические болезни сердца и сосудов у детей / 4-томное руководство по педиатрии.. — Л.: Медгиз, 1938.
- Воловик А. Б. Кровяное давление у детей / БМЭ.,  Т.14.. — 1961.
- Воловик А. Б. О современном состоянии сердечно-сосудистой патологии у детей / Педиатрия № 8. — 1961.
- Воловик А. Б., Абезгауз А.М. А.Ф.Тур / Вопросы охраны материнства и детства № 1. — 1970.
- Диатезы у детей. / Под ред. А.Ф. Тура, А.Б. Воловика, А.В. Папаяна. — Л.: ЛПМИ, 1972. — 164 с. — 1000 экз.
- Воловик А. Б. Серопрофилактика скарлатины / НПИ охр. здор. детей и подрост.. — Л.: Биомедгиз, 1935. — 111 (107-110) с.
- Работы ленинградских врачей за годы Отечественной войны  : в 8-ми вып. / Вып. 5 : Алиментарная дистрофия. Туберкулез / М. В. Черноруцкий, Э. М. Гельштейн, А. Б. Воловик и др. / ред. М. В.  Черноруцкий. — Л.: Медгиз, 1944. — 136 с.
- Вопросы педиатрии в дни блокады Ленинграда . / Труды Ленинградского государственного педиатрического медицинского института, 1925-1945. — Л.
- Воловик А. Б. Клиническая характеристика алиментарной дистрофии у ленинградских детей // Вопросы педиатрии в дни блокады Ленинграда / Сб. 1. — Л., 1944. — 48-53 с.
- Воловик А. Б. Алиментарная дистрофия у детей // Работы ленинградских врачей за годы Отечественной войны. выпуск пятый. — Л.: Медгиз. Ленинградское отделение, 1944. — 15-21 с.
- Воловик А. Б. Коклюш. — Л.: Медгиз, 1943. — 14 с.
- Воловик А. Б. Детские инфекционные болезни  / Ленинградский Дом сан. просвещения. — Л.: Медгиз, 1944. — 23 с.
- Воловик А. Б. Детские заразные заболевания - 2-е изд. / Ленинградский Дом сан. просвещения. — Л.: Б.И., 1945. — 24 с.
- Воловик А. Б. Детские заразные заболевания  - 3-е изд./ Ленинградский Дом сан. просвещения. — Л.: Тип. № 2 Упр. изд-в и полиграфии Ленгорисполкома, 1947. — 31 с.
- Воловик А. Б. Дифтерия – (В помощь лектору. Метод.  мат-лы). — Л.: Ленингр. дома сан. культуры, 1941. — 32 с.
- Воловик А. Б. Дифтерия. — Л.: Медгиз, 1943. — 15 с.
- Воловик А. Б. Характер заболеваний у детей в условиях блокады Ленинграда. — Л.
- Иоффе В. И., Воловик А. Б. Острая и хроническая стрептококковая инфекция. — Л.
- Труды кафедр педиатрии / Сборник  под  ред. д. ч. АМН, з. д. н. професора М.С. Маслова, чл.-кор. АМН, профессора А.Ф. Тура и профессора А.Б. Воловика /[Отв. ред. проф. Ю.А. Менделева]. — Л.: ЛГПМИ, 1946. — 328 с.
- Воловик А. Б. Как уберечь ребенка от воспаления легких. — Л.: Медгиз, 1943. — 16 с.
- Воловик А. Б. О влиянии кори на течение скарлатины. — Харьков: Науч. мысль, 1927. — 10 с.
- Вопросы патологии детства / Сборник  под ред. проф. А.Б. Воловика. — Л.: Медгиз, 1944. — 128 с.
- Вопросы патологии детства. / Гос. науч.-исслед. педиатр. ин-т. Сборник  под ред. проф. А.Б. Воловика. — Л.: Медгиз, 1950.
- Краткие методические указания к составлению сводки результатов углубленного врачебного осмотра детей школ, детсадов и детдомов / Гос. НИИ педиатрии. Сборник  под ред. проф. А.Б. Воловика. — Л.: ЛВП, 1947. — 16 с.
- Воловик А. Б. Клиническая характеристика алиментарной дистрофии у ленинградских детей / Вопросы педиатрии в дни блокады Ленинграда.  - Сб. 1.. — Л., 1944. — 48-53 с.
- Воловик А. Б. Особенности патологии детей Ленинграда за время Отечественной войны. Сообщ. 2. К характеристике заболеваемости в 1943 г. Сообщ. 3. О заболеваемости ленинградских детей в 1944 г. / Вопросы педиатрии в дни блокады Ленинграда. - Сб. 2.. — Л., 1946. — 95-105 с.
- Воловик А. Б. Особенности патологии детей Ленинграда в 1941-1942 гг. / Вопросы патологии детства. — Л., 1944. — 75-80 с.
- Воловик А. Б. Пневмонии у детей Ленинграда в период блокады (два первых года войны) / Вопросы патологии детства. — Л., 1944. — 81-87 с.

## Награды  и звание
- Медаль «За оборону Ленинграда» (1943)
- Орден «Знак Почёта» (1944)
- Медаль «За доблестный труд в Великой Отечественной войне 1941—1945 гг.» (1946)
- Орден Трудового Красного Знамени (1961)
- Медаль «В ознаменование 100-летия со дня рождения Владимира Ильича Ленина»
- Заслуженный деятель науки РСФСР (1966)

## Адрес
В Ленинграде с довоенного времени А. Б. Воловик проживал по адресу: Разъезжая ул., д. 10. Последние годы жизни Аркадий Борисович занимал квартиру на ул. Школьная, д. 11.